# 南昌府

南昌府在江西省的位置（1820年）

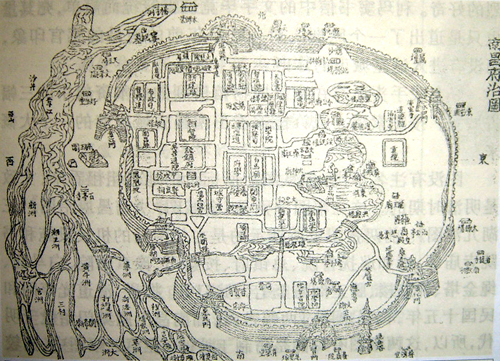
清代《南昌府治图》

南昌府，源自南唐时设立府，至北宋初年废除。元朝末年，朱元璋将洪都府改为南昌府，明、清两代皆设，至民国初年废除。辖区与今日江西省南昌市、九江市西部、宜春市北部及豐城市相若。

## 沿革
南唐交泰二年（959年），升洪州为南昌府。北宋开宝八年（975年）复名洪州，天禧四年（1020年）归属江南西路。南宋隆興元年（1163年），设隆兴府。元至元十四年（1277年）设隆兴路，二十一年（1284年）改龙兴路，至正二十二年（1362年）又改洪都府，次年更名南昌府。明初复改洪都府，不久又改回南昌府。自洪武三年（1370年）起，南昌、新建两县同城而治。清承明制。民国二年（1913年）废。

## 行政區劃
南昌府：冲繁难，首府。下辖：
南昌县：冲繁难，倚郭(府东偏)。
新建县：冲繁难，倚郭(府西偏)。雍正七年末(1730)割星子县吴城镇复来属。府同知驻吴城镇。
丰城县：冲繁难。
进贤县：冲。
奉新县：冲。
靖安县：简。
武宁县：繁难。县丞驻木高。
义宁州：繁疲难。明稱宁州，嘉庆六年(1801)更名。州同驻查津。
铜鼓厅：简。明宁州铜鼓营，雍正元年(1723)移瑞州同知驻铜鼓城，仍属宁州(义宁州)；光绪三十二年末(1907)于铜鼓营置厅，改属瑞州府，设抚民同知；宣统二年(1910)复属府。

## 外部連結
- 专家研究发现，江西南昌曾是南唐国都 （页面存档备份，存于）